# Legno (elemento)

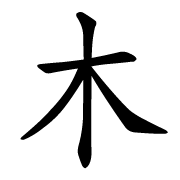
Ideogramma cinese del legno o dell'albero

Nella filosofia cinese il legno (木 in caratteri cinesi, mù in pinyin), a volte tradotto come foresta, simboleggia la crescita e la fase di sviluppo a questa attinente.
Rappresenta il primo momento nel ciclo dei cinque elementi cinesi o Wu Xing, a cui segue il fuoco, la terra, il metallo e l'acqua. Il carattere del legno è il più yang tra questi cinque; rappresenta la primavera, il punto cardinale est, il pianeta Giove, il colore verde, il tempo ventoso, e il drago azzurro (Qing Long) tra i quattro simboli animali.

## Qualità

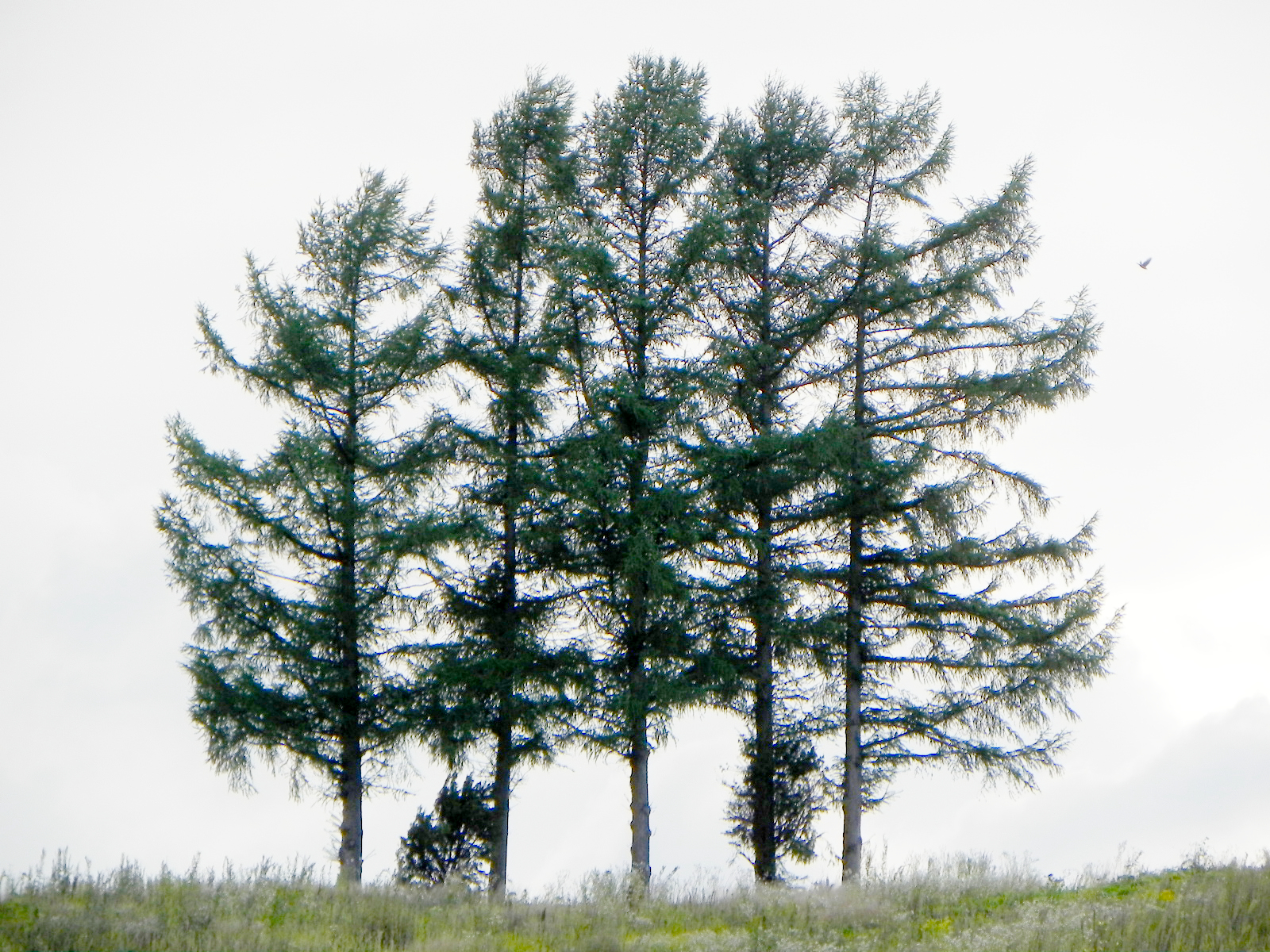
Paesaggio d'alberi, di cui il legno è simbolo

Nel pensiero taoista cinese il legno rappresenta l'inizio, la ricrescita e la nuova vita. Suoi attributi sono la forza e la flessibilità, tipiche ad esempio del bambù. È anche associato alle qualità del calore, della generosità, della cooperazione e dell'idealismo. 
La persona dalle caratteristiche Legno sarà espansiva, estroversa e socialmente intraprendente, alla ricerca di stimoli per accrescersi e svilupparsi. Il legno annuncia la rinascita della vita, la primavera e le gemme, la sensualità e la fecondità. Per prosperare ha però bisogno di umidità, esso deriva pertanto dall'acqua secondo il ciclo dei cinque mutamenti, mentre a sua volta genera il fuoco a cui fornisce combustibile.
Il legno è un elemento preso in considerazione anche dalla medicina cinese, dalla quale è messo in relazione con i sentimenti positivi dell'ottimismo, della pazienza, dell'altruismo, e con quelli negativi della rabbia.
Gli organi di tipo legno sono il fegato (di natura yin), e la cistifellea (yang), che attraverso i relativi meridiani governano gli occhi, i tendini e la muscolatura. La collera e gli eccessi di rabbia possono danneggiare il fegato e provocare travasi di bile dalla cistifellea.

## Astrologia
Nell'astrologia cinese il legno, attributo di Giove, è incluso nei dieci tronchi celesti, ossia i cinque elementi nelle loro forme sia yin che yang, combinati a loro volta con i dodici rami terrestri, o segni zodiacali cinesi, per formare il cosiddetto ciclo sessagesimale di 60 anni.
- Gli anni Legno di natura Yang finiscono in 4 (ad esempio 1974).
- Gli anni Legno di natura Yin terminano con la cifra 5 (ad esempio 1975).

Il legno governa inoltre i segni zodiacali cinesi Tigre, Coniglio e Dragone.
Alcuni astrologi occidentali hanno intravisto un'associazione tra il legno e l'elemento etere, sulla base del fatto che quest'ultimo nell'astrologia vedica è associato a Giove.

I cicli generativo e distruttivo all'interno delle cinque fasi

## Ciclo dei cinque elementi
Nel ciclo generativo dei wu xing o cinque elementi, l'acqua fa nascere il legno, «poiché la pioggia o la rugiada fanno fiorire la vita delle piante»; il legno a sua volta genera il fuoco che «nasce sfregando due pezzi di legno» e viene alimentato dalla combustione del legno.
Nel ciclo distruttivo di controllo, invece, il legno domina la terra avviluppandola tra le radici degli alberi e traendo sostentamento dal suolo; il metallo a sua volta domina il legno, perché l'ascia di metallo è in grado di abbattere gli alberi più grandi.